# Анакапрі
Анакапрі (італ. Anacapri) — муніципалітет в Італії на острові Капрі, у регіоні Кампанія,  метрополійне місто Неаполь.
Анакапрі розташоване на відстані близько 210 км на південний схід від Рима, 32 км на південь від Неаполя.
Населення — 6926 осіб (2014).

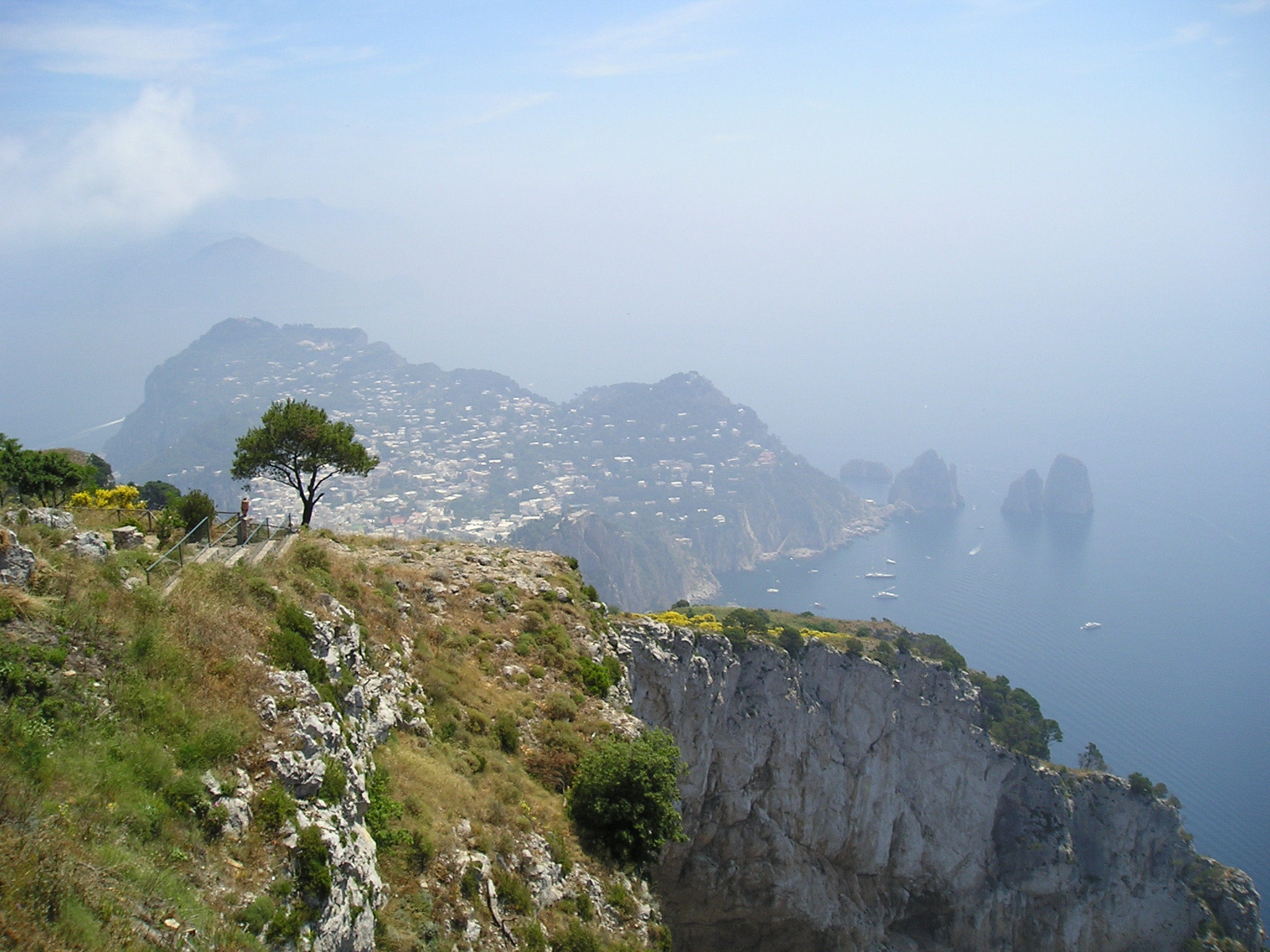

Щорічний фестиваль відбувається 13 червня. Покровитель — Sant'Antonio di Padova.

## Демографія
Населення за роками:

Станом на 1 січня 2023 року в муніципалітеті офіційно проживали 542 іноземці з 52 країн, серед них 104 громадяни країн Євросоюзу та 91 громадянин України.

## Сусідні муніципалітети
- Капрі